# Yakima Canutt
Yakima Canutt (ur. 29 listopada 1895, zm. 24 maja 1986) – amerykański jeździec rodeo, aktor i kaskader.

## Filmografia
- 1920: The Girl Who Dared jako Bob Purdy
- 1927: Pals of the West
- 1930: Bar-L Ranch jako Steve
- 1933: Jeźdźcy przeznaczenia jako poplecznik
- 1936: Szlak Oregonu jako Tom Richards
- 1940: Pioneers of the West jako Nolan
- 1942: Spy Smasher jako kierowca wozu pancernego
- 1959: Rio Bravo jako rewolwerowiec na koniu

## Wyróżnienia
Posiada swoją gwiazdę na Hollywoodzkiej Alei Gwiazd.